# With Love's Eyes
Pour plus de détails, voir Fiche technique et Distribution.
With Love's Eyes est un film muet américain réalisé par Lem B. Parker et sorti en 1913.

## Fiche technique
- Titre : With Love's Eyes
- Réalisation : Lem B. Parker
- Scénario : Emmett C. Hall
- Producteur :  William Selig
- Société de production : Selig Polyscope Company
- Société de distribution : General Film Company
- Pays d'origine :  États-Unis
- Langue : Anglais
- Format : Noir et blanc — 35 mm — 1,33:1 — Muet
- Genre : Film dramatique
- Durée : 10 minutes
- Dates de sortie : 
  -  États-Unis : 11 avril 1913

## Distribution
- Harold Lockwood : Charles, le jeune pompier
- Kathlyn Williams : Virginia, la fille
- Al Ernest Garcia : Dunwood, l'artiste
- Al W. Filson : Carlton, le directeur de théâtre
- Henry Otto : le chirurgien
- Lillian Hayward : l'infirmière